# 珍妮 (阿肯色州)
珍妮（英語：Jennie）是位於美國阿肯色州奇科特縣的一個非建制地區。該地的面積和人口皆未知。

## 地理
珍妮的座標為33°15′22″N 91°17′10″W / 33.25611°N 91.28611°W，而該地的平均海拔高度為36米（即118英尺）。